# Woo Horsie
Woo Horsie je tretji studijski album slovenske indie rock skupine Koala Voice, ki je izšel 18. decembra 2018 v samozaložbi. Album je izšel na Bandcamp strani skupine brez predhodne najave ali singla. Album je skupina opisala kot "enkraten projekt, je gverila in pomemben opomnik na to, da ne jemljimo življenja preveč resno. Projekt s punk odnosom in pop prizvokom."
Skupina bo album v celoti premierno predstavila 14. februarja 2019 v Orto baru. Dan pred koncertom je skupina izdala videospot za singl "Ker tu je vse tako lepo".

## Kritični odziv
Album je bil izdan brez predhodne najave ali singlov. V Sloveniji ni bil deležen veliko pozornosti.
Za hrvaški portal Terapija.net je bil album ocenjen z oceno 7/10, recenzent pa je posebej pohvalil pesmi "I Used to Smell Nice", "Ker tu je vse tako lepo" in "Macbeth". Album je Boštjan Tušek na portalu 24ur.com uvrstil na 12. mesto najboljših slovenskih albumov leta.

### Priznanja
| objava   | uvrstitev | seznam                  |
| -------- | --------- | ----------------------- |
| 24ur.com | 12.       | Domači albumi leta 2018 |

## Seznam pesmi
| Št. | Naslov                    | Dolžina |
| --- | ------------------------- | ------- |
| 1.  | „Early Bird‟              | 3:54    |
| 2.  | „I Used to Smell Nice‟    | 3:37    |
| 3.  | „Dumdidada‟               | 2:44    |
| 4.  | „Touch‟                   | 1:50    |
| 5.  | „Johnny + Self-Respect‟   | 4:25    |
| 6.  | „Helena‟                  | 2:30    |
| 7.  | „By Car‟                  | 1:50    |
| 8.  | „Daily Towel Motion‟      | 2:56    |
| 9.  | „Funky Cherry‟            | 3:11    |
| 10. | „Macbeth‟                 | 3:19    |
| 11. | „Ker tu je vse tako lepo‟ | 3:20    |

## Zasedba
Koala Voice
- Manca Trampuš
- Domen Don Holc
- Tilen Prašnikar
- Miha Prašnikar

Tehnično osebje
- Jure Vlahovič — produkcija, miks
- Gregor Zemljič — mastering
- Jaka Teršek — fotografija
- Manca Trampuš — oblikovanje
- Maša Pavoković — management